# ジョニーはどこに

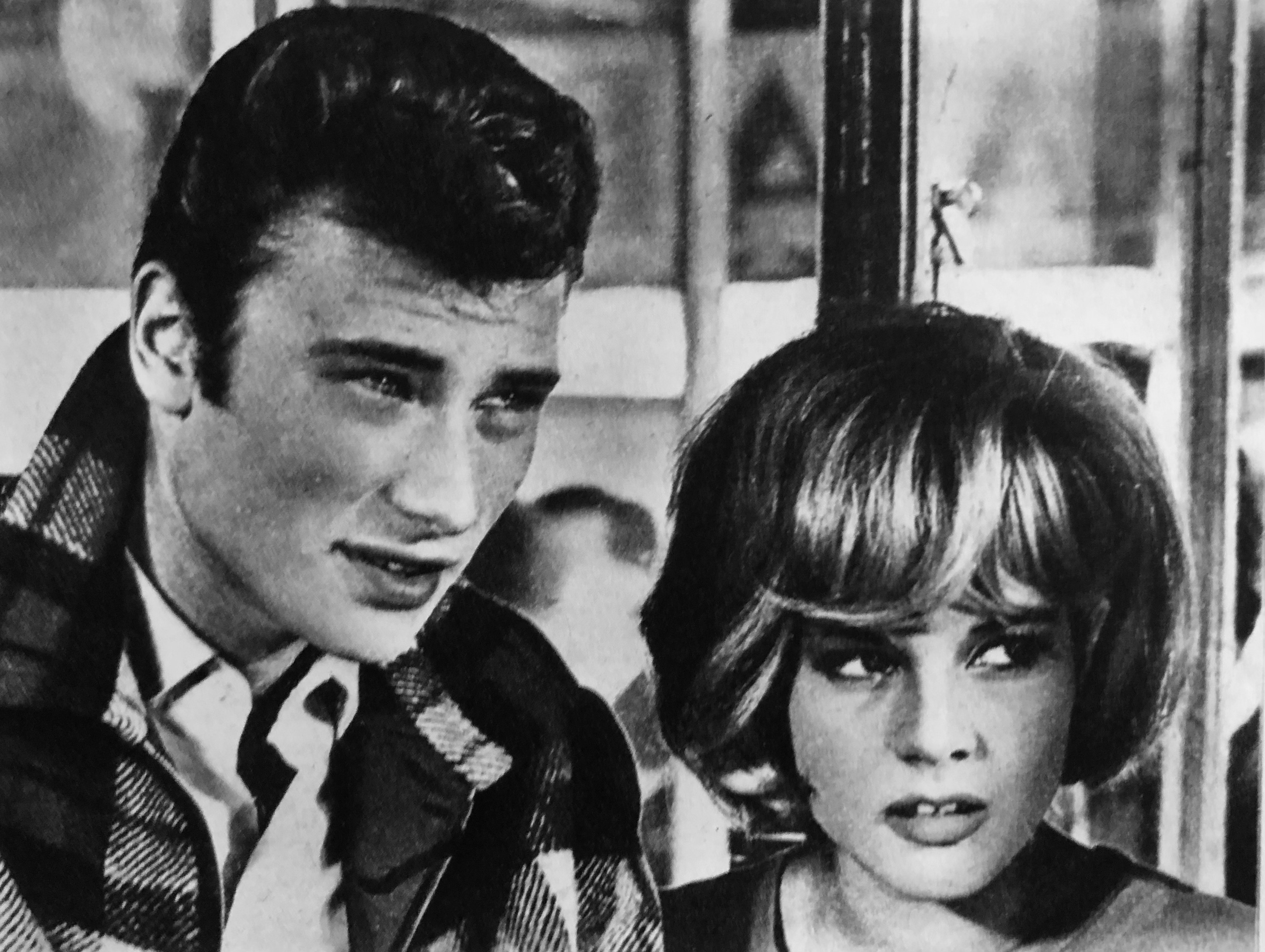
ジョニー・アリディ、シルヴィー・ヴァルタン

『ジョニーはどこに』（フランス語: D'où viens-tu Johnny ?）は1963年のジョニー・アリディとシルヴィー・ヴァルタンが主演のフランス映画。原題は『ジョニー、きみはどこから来たの？』（D'où viens-tu Johnny ?。監督はノエル・ハワード。ジョニー・アリディはこの映画で、初めて映画の主役を演じた。

## 概要
この映画は「フランス風ウェスタン」で、野生の西部の代わりに牛や馬が放牧されているので有名なフランス南部のカマルグ地方で、そこの牧場の人たちがカウボーイとして、そこに住むジプシーがメキシコ人として表れて、当時ハリウッドで提供された役割で主役ジョニー・ハリーデイがエルヴィス・プレスリー並に、あちこちで挿入するロック調の歌を歌うようにできていた。ジョニーは、3回のソロと、シルビー・バルタンと1回のデュエットを行なう。歌は登場順に、「心がいっぱい」（À plein cœur、デュエット）、「さすらいのジョニー」（Pour moi la vie va commencer、僕にとって人生が始まるの意味）、「何も変わってないよ」（Rien n'a changé）、「マイ・ギター」（Ma guitare）である。
歌のシングル盤には「さすらいのジョニー」と「マイ・ギター」が収録された。

## あらすじ
ジョニー・リヴィエール（ジョニーの役）は純粋な心を持った若いパリジャンで、ロックンロールに情熱を注いでいる。バーの地下は彼と彼のミュージシャンたちのリハーサル室で、オーナーのフランク氏に提供する音楽サービスと引き換えになっている。彼が詐欺師に操られていることを知ると、ジョニーは反抗して、大量の薬をセーヌ川に投げ入れる。悪役に殺されるのを恐れて、ジョニーは牛や馬が放牧されているので有名なフランス南部のカマルグ地方へ仲間と共に避難し、すぐに婚約者のジジ（シルヴィーの役）もそこへ加わるが、彼の後を追う悪役に追い詰められる。その後は、危険な争い、乗馬、愛と歌...そしてやはりハッピーエンドは避けられない。

## 評価
当時はイタリア製映画「マカロニ・ウェスタン」も人気があった時代で、分かっている範囲では、フランスの1963年評価（Box-office France 1963）で、2,785,185人を動員して、10位であった。

## 参照項目
- 歌「さすらいのジョニー」